# Brunsbüttel Ports
Die Brunsbüttel Ports GmbH ist ein privater Hafenbetreiber mit Sitz in Brunsbüttel. Das Unternehmen ist Eigentümer und Betreiber der drei Brunsbütteler Häfen Elbehafen, Ölhafen und Hafen Ostermoor. Des Weiteren betreibt das Unternehmen den Außenhafen Glückstadt und gemeinsam in einem Joint-Venture mit der Ahlmann-Zerssen GmbH + Co. KG den Schwerlasthafen Rendsburg Port am Nord-Ostsee-Kanal. Ferner betreibt Brunsbüttel Ports auch zwei Umschlagterminals in Hamburg. Die Kernkompetenzen, mit denen regionale, nationale und internationale Kunden bedient werden, liegen in den Bereichen Umschlag, Lagerung, Transitverladung sowie in der Projektlogistik.
Die Brunsbüttel Ports GmbH ist Teil der Schramm Group.

## Geschichte
Seine Wurzeln hat das Unternehmen in der Gründung der Elbehafen Brunsbüttelkoog GmbH durch das Land Schleswig-Holstein am 13. April 1967. Die offizielle Einweihung der Hafenanlagen des Elbehafens fand am 1. Juli desselben Jahres statt. Zunächst wurde in diesem Hafen lediglich der Umschlag von Rohöl abgewickelt, mit der Installation von zwei Doppelgelenk-Wippdrehkranen war ab 1970 jedoch auch erstmals der Umschlag von Massen- und Stückgütern möglich. 1973 überstieg der Jahresumschlag erstmals die 4-Millionen-Tonnen-Grenze, 1974 wurden sogar erstmals über 5 Mio. t Güter umgeschlagen. Beide Rekordergebnisse wurden hauptsächlich durch den Umschlag von Rohöl erzielt. Zwischen 1972 und 1974 erwarb das Land Schleswig-Holstein große, an den Hafen angrenzende Landflächen, um das heutige Industriegebiet Süd in Brunsbüttel zu erschließen und zu vermarkten. Zur Ver- und Entsorgung des geplanten Industriegebietes wurde der heutige Hafen Ostermoor am Nord-Ostsee-Kanal durch das Land Schleswig-Holstein errichtet und betrieben.
Im Juli 1977 entschloss sich das Land, den Betrieb des Elbehafens zu veräußern. Die Firmen Schramm, Buss und Lexzau Scharbau gründeten gemeinsam die Hafengesellschaft Brunsbüttel mbH, die die Suprastruktur, das gesamte Personal sowie die bestehenden Verträge übernahm. Der Hafen Ostermoor sowie der Ölhafen wurden von der Hafengesellschaft gegen Kostenerstattung vom Land betrieben. Die Elbehafen Brunsbüttelkoog GmbH wurde aufgelöst.
1994 übernahm die Familie Schramm den Betrieb des Außenhafens Glückstadt, die Hafengesellschaft Glückstadt mbH wurde gegründet. Eigentümer war weiterhin das Land Schleswig-Holstein. 1998 begann der Containerumschlag, der zunächst per Bahn, später per Binnenschiff erfolgte. Da eine Weiterentwicklung des Elbehafens nötig war, bot das Land Schleswig-Holstein der Hafengesellschaft den Erwerb des Hafens an. Diese ist seitdem Betreiber und Eigentümer des Elbehafens. 1999 erfolgte der Erwerb des Ölhafens und des Hafens Ostermoor durch die Hafengesellschaft, seitdem sind auch die beiden Häfen im Nord-Ostsee-Kanal Eigentum der Hafengesellschaft Brunsbüttel mbH. Im Dezember 2000 wurde die Vertiefung im östlichen Bereich des Elbehafens abgeschlossen, sodass nun auch Panamax-Schiffe den Hafen anlaufen können. Nach dem Ausstieg der übrigen Gesellschafter in den Vorjahren übernimmt die Familie Schramm seit 2004 die Rolle des Alleingesellschafters in der Hafengesellschaft. Seit dem Jahr 2006 besitzt und betreibt der Elbehafen ein Terminal für den kombinierten Verkehr (KV-Terminal). Seitdem dient der Hafen als Drehscheibe trimodaler Containerverkehre zwischen Wasser, Schiene und Straße.
Im Januar 2007 begann der Elbehafen mit dem Umschlag von Kupfererzkonzentrat. Dieses wird über Förderband- und Verladeanlagen in die eigens dafür geschaffene Lagerhalle transportiert, dort sortenrein eingelagert, nach Wunsch des Kunden gemischt und mit zwei eigenen Binnenschiffen der Firmengruppe zum Kunden transportiert. Der Seegüterumschlag des Elbehafens wuchs im Jahr 2007 um nahezu 50 Prozent. Somit nimmt dieser eine Spitzenposition in der prozentualen Steigerung unter allen Seehäfen ein. Im Januar 2008 wurde der langjährige Hafenchef Karl-Heinz Janssen in den Ruhestand verabschiedet. Seine Nachfolge übernahm der heutige Geschäftsführer Frank Schnabel.
Um dem internationalen Markt gerecht zu werden, fand im April 2009 eine Umfirmierung statt: Die Hafengesellschaft Brunsbüttel mbH wurde zur heutigen Brunsbüttel Ports GmbH. Im gleichen Jahr begann das Unternehmen, sich auf dem wachsenden Offshore-Markt zu etablieren. Zu den ersten großen Projekten zählte die Umrüstung einer Jack-Up-Plattform für den Aufbau des ersten deutschen Offshore-Windparks alpha ventus.
Im November 2009 erhielt die Brunsbüttel Ports GmbH den „Best Specialist Dry Bulk Award“ und somit den Preis als bester Trockenguthafen im Wettbewerb mit spezialisierten Häfen in Europa, Asien, Afrika und Amerika.
Dank der breiten Aufstellung als Universalhafenbetreiber trotzte das Unternehmen der Wirtschaftskrise im Jahr 2009 und steigerte den Gesamtumschlag in dieser schweren Zeit sogar um fast 3,7 %.
Im November 2010 schlug Brunsbüttel Ports 90 Rotorblätter mit einem Gewicht von je 22 t für den in der Irischen See erbauten Offshore-Windpark Ormonde um, Brunsbüttel Ports wurde damit Partner in der Offshore-Windkraft-Logistik.
Im Februar 2011 unterzeichnete das Unternehmen einen Großauftrag für den Betrieb der Ver- und Entsorgung des neuen Kohlekraftwerkes in Hamburg-Moorburg, der seit September 2013 wahrgenommen wird. Ende 2017 hat Brunsbüttel Ports auch den Zuschlag für die Logistik der Ver- und Entsorgung der Vattenfall-Kraftwerke Wedel und Hamburg-Tiefstack erhalten.
Im Oktober 2011 schloss die Brunsbüttel Ports GmbH einen Vertrag mit dem norwegischen Gasunternehmen Gasnor AS zur Bebunkerung von Schiffen mit LNG (liquefied natural gas) ab November 2011. Das Brunsbütteler Unternehmen möchte durch diese Kooperation eine Vorreiterrolle in der Entwicklung einer LNG-Infrastruktur für die Schifffahrt im Norddeutschen Raum übernehmen. Brunsbüttel gehört neben Stade, Wilhelmshaven und Rostock zu den Städten, die in Konkurrenz zur Einrichtung eines Flüssigerdgasterminals sind, 50 Umweltverbände und Bürgerinitiativen sprechen sich dagegen aus. Der Vorteil des Standortes Brunsbüttel liegt am zunehmenden Bedarf als Kraftstoff für die Schiffe am Schnittpunkt der Bundeswasserstraßen Elbe und dem viel befahrenen Nord-Ostsee-Kanal an der Mündung zur Nordsee, des Weiteren an dem Gasbedarf im ChemCoast Park (etwa 800 Mio. m³ im Jahr) sowie der Möglichkeit der Einspeisung des regasifizierten Gases in das vorhandene Pipeline-Netz. Für die Einrichtung eines LNG-Terminals war es zu diesem Zeitpunkt aber noch zu früh, da der Betrieb noch nicht wirtschaftlich durchführbar gewesen wäre.
Der Elbehafen, der Ölhafen und der Hafen Ostermoor schlugen im Jahr 2011 gemeinsam mehr als 10 Mio. t um.
Im Februar 2012 übernahmen die Brunsbüttel Ports GmbH und Ahlmann-Zerssen GmbH & Co. KG in einem Joint Venture den gemeinsamen Betrieb des neuen Hafens Kiel-Canal in Osterrönfeld unter dem Namen Rendsburg Port GmbH.
Im März 2012 wurde der Bauvertrag für die Ertüchtigung des mittleren Liegeplatzes im Elbehafen unterschrieben. Durch dieses Vorhaben wurde der Universalliegeplatz für Massen- und insbesondere Schwergüter (z. B. Windkraftanlagen) für die Anforderungen der Zukunft ertüchtigt. Der Gesamtumschlag der drei Brunsbütteler Häfen stieg im Jahr 2017 auf ein Rekordergebnis von insgesamt rund 13 Millionen Tonnen, davon 10 Mio. t im Elbehafen.
Anfang 2015 wurde eine Kooperationsvereinbarung mit der niederländischen Gasunie, die zusammen mit der Vopak bereits ein LNG-Terminal im Rotterdamer Hafen betreibt, zur Untersuchung zur Einrichtung eines LNG-Terminals in Brunsbüttel geschlossen. Auch mit dem Kesselwagen-Betreiber VTG AG wurde Anfang 2015 eine Kooperationsvereinbarung getroffen. VTG konstruierte einen neuen Kesselwagen für den Transport von LNG. Im Juli 2017 stimmte die EU-Kommission der Gründung der German LNG Terminal GmbH durch Gasunie, Oiltanking und Vopak zu.

## Lage
Mit der strategischen Lage an Unterelbe und Nord-Ostsee-Kanal bietet die Hafengruppe Brunsbüttel – mit dem Elbehafen, dem Ölhafen und dem Hafen Ostermoor – direkten Zugang zu Nord- und Ostsee. Außerdem liegen diese Häfen in räumlicher Nähe zur Hansestadt Hamburg, haben Anschluss an die europäischen Binnenwasserwege und verfügen über hafennahe freie Flächen. Durch ihre unmittelbare Lage am ChemCoast Park Brunsbüttel, dem mit 2000 ha größten Industriegebiet Schleswig-Holsteins, übernehmen die Häfen die Ver- und Entsorgung der meisten dort ansässigen Unternehmen sowie den Umschlag weiterer regionaler, nationaler und internationaler Kunden. Die Brunsbütteler Häfen sind somit ein wichtiges Umschlagzentrum in der Metropolregion Hamburg.
Die Bundesstraße 5 verbindet die Brunsbütteler Häfen mit der Bundesautobahn 23 bei Itzehoe. Außerdem binden Gleisanlagen den Elbehafen an das Eisenbahnnetz bei Wilster an.

## Hafeneinrichtungen
Die Brunsbüttel Ports GmbH ist Eigentümer und Betreiber der drei Brunsbütteler Häfen Elbehafen, Ölhafen und Hafen Ostermoor.
Ferner betreibt das Unternehmen den Außenhafen Glückstadt, in einem Joint Venture zusammen mit Ahlmann-Zerssen GmbH + Co. KG den Schwerlasthafen Rendsburg Port sowie ein bestehendes und ein künftiges Terminal in der Hansestadt Hamburg.

### Elbehafen Brunsbüttel
Der Elbehafen (Karte) ist ein Tiefwasser-Seehafen und liegt am Nordufer der Unterelbe östlich der Brunsbütteler Kanalschleusen direkt im Industriegebiet Brunsbüttel-Süd. Dieser natürliche Tidehafen ist der sechstgrößte Seehafen Deutschlands und kann dank seiner breiten Aufstellung als Universalhafen die unterschiedlichsten Arten von Gütern umschlagen. Neben zwei Liegeplätzen für Schiffe mit Trockengut weist der Hafen auch einen Liegeplatz für Schiffe mit Flüssiggut auf, sodass insgesamt drei Liegeplätze für Seeschiffe zur Verfügung stehen. Außerdem verfügt der Elbehafen im Ostbecken über zwei Liegeplätze für Binnenschiffe.
Im April 2016 fand im Elbehafen die erste Beladung eines extra dafür konstruierten Kesselwagens der VTG AG mit LNG statt. Im Januar 2018 erfolgte hier die erste Bebunkerung eines Schiffes mit LNG von LKW-Tankwagen aus (Truck-to-Ship). Die erste deutsche LNG-Ship-to-Ship-Bebunkerung fand im Oktober 2019 im Elbehafen statt.
| Nautische Bedingungen |              |
| --------------------- | ------------ |
| Schiffslänge          | max. 350,0 m |
| Schiffsbreite         | max. 55,0 m  |

| Zulässiger Tiefgang |             |
| ------------------- | ----------- |
| Tankerbereich       | 13,8 m      |
| Trockengutbereich   | 14,4 m      |
| Binnenschiffhafen   | 4,7 m (NHN) |

| Kaianlage          |             |
| ------------------ | ----------- |
| Kailänge           | 1.095 m     |
| Kaihöhe (KN)       | 7,6 m       |
| Mittlerer Tidenhub | 2,9 m (NHN) |

Da es sich bei dem Elbehafen um einen Universalhafen handelt, werden die unterschiedlichsten Güterarten umgeschlagen.
Folgende Güter werden regelmäßig umgeschlagen:
- Flüssiggut (Rohöl, Flüssiggas)
- Massengut (Baustoffe, Zement, Kupfererz, Kohle, Ersatzbrennstoffe)
- Stück- und Schwergut (Windenergieanlagen, Maschinenteile, Container, Big Bags, Paletten, Fass- und Sackware)

Um diese Gütervielfalt umschlagen zu können, stehen folgende Umschlaggeräte zur Verfügung:
- vier Krane bis 120 t Tragkraft
- zwei Ölübernahmegeräte (DN 500; 5.000 m³/h pro Gerät)
- ein Flüssiggas-Übernahmegerät (DN 200; 500 m³/h)
- zwei Kohleverladeanlagen
- Reachstacker bis 45 t
- Gabelstapler bis 30 t
- ein Spezialbagger (MultiDocker) bis 20 t Tragkraft
- Radlader / Mobilbagger
- Rangierfahrzeuge

Um die Güter nach dem Umschlag zu lagern und abzutransportieren, weist der Elbehafen folgende Infrastruktur auf:
- 27.900 m² Hallenfläche in insgesamt sechs Hallen
- 483.900 m² Freilagerfläche
- 9 km Gleisnetz mit Anschluss an einen Rangierbahnhof sowie an das Deutsche Eisenbahnnetz bei Wilster
- zwei Lkw-Waagen (bis 60 t)

Außerdem verfügt der Elbehafen über ein Terminal für den kombinierten Verkehr (KV-Terminal). Durch dieses Terminal werden die Transportwege Wasser, Schiene und Straße vernetzt, der Elbehafen ist somit Drehscheibe von Lkw, Eisenbahn, Feeder, Seeschiff und Binnenschiff. Für dieses Terminal stehen zur Verfügung:
- zwei Reachstacker bis 45 t Tragkraft
- ein Kran mit Topspreader bis 40 t Einzelteile mit Laschen & Anschlagaugen sowie Container
- Lagerkapazität für 2000 TEU
- 500 TEU Gefahrgutfläche
- 9 km Gleisanlage mit Anschluss an einen Rangierbahnhof

### Hafen Ostermoor Brunsbüttel
Der Hafen Ostermoor liegt an der Südostseite des Nord-Ostsee-Kanals bei Kanalkilometer 5,65 und damit in der Nähe der Brunsbütteler Kanalschleuse.
Gebaut wurde der Hafen durch das Land Schleswig-Holstein, um dem angrenzenden Industriegebiet als Ver- und Entsorgungseinrichtung zu dienen. Heute nutzen die Covestro Deutschland AG, Total Bitumen Deutschland GmbH und Yara Brunsbüttel GmbH den nahegelegenen Hafen.
Der Hafen Ostermoor verfügt über sechs Liegeplätze und fünf Umschlagbrücken, über die von den Unternehmen Ammoniak, Harnstoff, Rohöl und diverse andere flüssige Chemikalien umgeschlagen werden.
| Nautische Bedingungen |             |
| --------------------- | ----------- |
| Schiffsbreite         | max. 32,5 m |
| Zulässiger Tiefgang   | max. 10,4 m |

### Ölhafen Brunsbüttel
Der Ölhafen Brunsbüttel liegt an der Nordwestseite des Nord-Ostsee-Kanals bei Kanalkilometer 3,55 in der Nähe der Brunsbütteler Kanalschleuse.
Der Ölhafen ist durch eine 32 km lange Pipeline mit der Raffinerie Heide in Hemmingstedt verbunden, sodass über diesen Hafen diverse Raffinerieprodukte in flüssiger Form umgeschlagen werden können. Über diesen Hafen verlassen rund 50 Prozent der Produkte die Raffinerie Heide.
Ermöglicht wird der Umschlag durch fünf Liegeplätze und fünf Umschlagbrücken mit einer Leistung von bis zu 1.000 m³/h.
| Nautische Bedingungen |              |
| --------------------- | ------------ |
| Schiffslänge          | max. 235,0 m |
| Schiffsbreite         | max. 27,0 m  |
| Zulässige Tiefgänge   | max. 10,4 m  |

### Außenhafen Glückstadt
Der Außenhafen Glückstadt liegt direkt an der Elbe und somit unmittelbar an der internationalen Schifffahrtslinie von und nach Hamburg. Betrieben wird dieser von der Glückstadt Port GmbH & Co. KG, einem Tochterunternehmen der Brunsbüttel Ports GmbH. Aufgrund seiner Lage ist der Hafen ein Standort für die Versorgung der regional angesiedelten Industriebetriebe wie der Holz-, Zement- und Papierindustrie. Des Weiteren wird über den Außenhafen der regionale landwirtschaftliche Bedarf an Dünger-, Futtermittel- und Getreideverkehr abgewickelt.
Aufgrund seiner Lage wird der Außenhafen Glückstadt insbesondere auch als Hafen für den direkten Umschlag genutzt: Güter werden von Seeschiffen direkt auf Binnenschiffe geladen und andersherum.
Folgende Güter werden mit Hilfe eines Hafenkranes (Nennlast 45 t) sowie mit diversen weiteren Fahrzeugen und Geräten umgeschlagen:
- Stückgut (Kalk in Bigbags, Zellulose, Container etc.)
- Schwergut
- Projektladungen
- Trockenes Massengut (Baustoffe, Dünger etc.)

Für die Güter stehen insgesamt 24.100 m² Lagerfläche (20.000 m² Freifläche und 4.100 m² Hallenfläche) zur Verfügung.
| Kaianlage           |         |
| ------------------- | ------- |
| Länge des Süd-Kais  | 220,0 m |
| Länge des Nord-Kais | 250,0 m |

| Nautische Bedingungen       |                 |
| --------------------------- | --------------- |
| Zulässiger Tiefgang Südkai  | max. 6,0 m (HW) |
| Zulässiger Tiefgang Nordkai | max. 5,5 m (HW) |
| Mittlerer Tidenhub          | max. 2,8 m      |
| Schiffslänge                | max. 250,0 m    |

## Umschlag
Im Jahr 2019 wurden insgesamt rund 13,7 Millionen Tonnen Güter umgeschlagen. Dabei wurden 1200 Seeschiffe und 1900 Binnenschiffe abgefertigt.

## Kooperationen
Die Brunsbüttel Ports GmbH ist in mehreren Kooperationen organisiert:
In der Hafenkooperation Unterelbe vereinbaren die fünf Seehäfen der Unterelbe Cuxhaven, Brunsbüttel, Glückstadt, Stade und Hamburg eine Zusammenarbeit zur Stärkung der Wettbewerbsfähigkeit. Die Kooperation fokussiert sich auf die Bereiche Informationsaustausch, gemeinsames Flächenmanagement bei der Ansiedlung von Unternehmen, eine operative Zusammenarbeit, ein nachhaltiges Wirtschaften, gemeinsames Marketing, Verkehrsinfrastrukturanliegen sowie nautische Themen und Genehmigungsmanagement.
Des Weiteren ist die Brunsbüttel Ports in der Hafenkooperation Offshore-Häfen Nordsee Schleswig-Holstein aktiv. Mit der Zielsetzung, den Betreibern der Offshore-Windparks ein allumfassendes maritimes Angebot zur Installation und Versorgung der Windparks zu offerieren, haben die Hafenstandorte Brunsbüttel, Büsum, Dagebüll, Helgoland, Husum, Hörnum, List, Rendsburg-Osterrönfeld und Wyk auf Föhr eine Kooperation mit dem Schwerpunkt „Produktion-, Logistik- und Service-Häfen für Offshore-Windparks“ vereinbart.
Zudem kooperieren die Brunsbüttel Ports GmbH und die Glückstadt Port GmbH & Co. KG mit der Sächsischen Binnenhäfen Oberelbe GmbH bei Binnenschifftransporten auf der Elbe. Mit dieser Kooperation wollen die Hafengruppen die Häfen an der Oberelbe (Dresden, Riesa, Torgau, Decin und Lovosice) mit denen der Unterelbe (Elbehafen Brunsbüttel, Ölhafen Brunsbüttel, Hafen Ostermoor und Hafen Glückstadt) verknüpfen und die Zusammenarbeit ausbauen. Güter sollen so öfter per Binnenschiff von der Oberelbe zur Unterelbe transportiert, dort auf Seeschiffe verladen und über den Seeweg zum Kunden transportiert werden und andersherum. Eine Verlagerung des Güterstromes bewirkt somit die Entlastung des Verkehrsträgers Straße. Bestehende Geschäftsfelder wie z. B. der Transport von Windenergieanlagen sollen gemeinsam optimiert und neue Geschäftsfelder entwickelt werden.

## Sonstiges
Brunsbüttel Ports ist Mitglied im ShortSeaShipping Inland Waterway Promotion Center und im Zentralverband der deutschen Seehafenbetriebe.